# 勝盛達之助
勝盛 達之助（かつもり たつのすけ、1879年〈明治12年〉4月1日 - 没年不明）は、日本の商人（乾物販売業、海産物商）、政治家（広島市会議員、同議長）、広島県多額納税者。広島商工会議所会頭。前名・四方吉。広島市立工業専門学校長、広島電機大学長などを務めた勝盛豊一の養父。

## 人物
広島県・先代達之助の長男。私立光道館卒業。先代を補佐して家事に従事。1909年、家督を相続し四方吉を改め襲名する。海産物商を営む。
趣味は謡曲。宗教は真宗。住所は広島市猫屋町。広島在籍。貴族院多額納税者議員選挙の互選資格を有した。

## 家族・親族
勝盛家
- 父・達之助[2]
- 弟
  - 信一（1889年 - ?）[2]
  - 覺太郎（1884年 - ?）[2]
- 妻（1882年 - ?）[2]
- 養子・豊一（1893年 - 1994年、広島高等工業学校教授[2]） - 住所は広島市大手町3丁目[2][6]。
  - 同妻・フミコ（勝盛達之助の長女）[2]
  - 同女[2]
  - 同女[2]
- 孫[2]